# Armin Dietrich (Architekt)
Armin Dietrich (geboren 13. Mai 1928 in Heidelberg; gestorben 26. Dezember 2017 in München) war ein deutscher Architekt.

## Leben

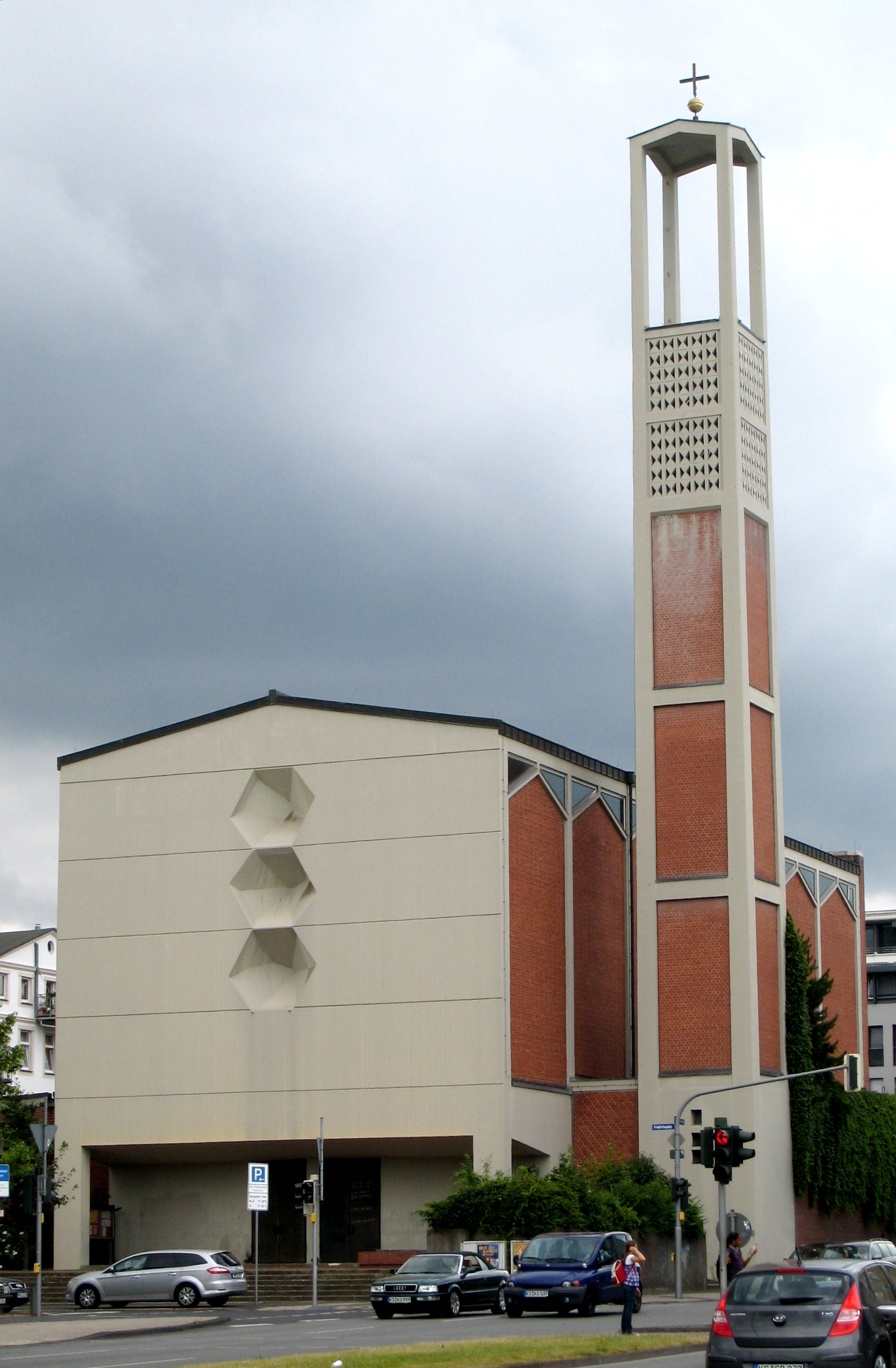
St. Elisabeth Kassel (2009)

Armin Dietrich studierte 1949 bis 1953 an der TH München und war dort bis 1958 Assistent bei Fred Angerer. Ab 1959 arbeitete er als freischaffender Architekt in München. 
Im Jahr 1958 gewann er den Wettbewerb für den Neubau der Kirche St. Elisabeth in Kassel, die unter seiner Leitung in den Jahren 1959/60 errichtet wurde. Weitere Kirchenbauten waren die Sanierungen 1968/69 von St. Nikolaus in Bad Reichenhall, 1970/71 St. Anna im Lehel in München, 1977 bis 1982 die Alte Lieferinger Pfarrkirche in Salzburg, die Innenraumgestaltung der Nikolauskirche in Obergünzburg und das Pfarrzentrum in Riedlingen. Daneben plante er auch Wohnhäuser und Umbauten.